# مراد برقی و هفت دخترون
مراد برقی و هفت دخترون فیلمی به کارگردانی پرویز کاردان و نویسندگی احمد بهبهانی ساختهٔ سال ۱۳۵۳ است.

## خلاصه داستان
جعفرآقا معمارچی (ناصر گیتی‌جاه) هفت دختر دارد: وجیه، منیژه، فرشته، فریده، ملیحه، حمیده و محبوبه (نگار) خان دایی (روح‌الله مفیدی) محبوبه را برای پسرش که در فرنگ است در نظر دارد..

## بازیگران
- پرویز کاردان
- نگار
- اصغر سمسارزاده
- روح‌الله مفیدی
- عبدالصمد صمدی
- مینو
- غلامحسین بهمنیار
- سرور امجدی
- ناصر گیتی‌جاه
- یدالله محمدی‌نژاد
- حسین درویشی
- آتوسا پناهی
- ناهید فیضی
- معصومه تقی‌پور
- فرشته
- نازی
- عزت‌الله وثوق
- غلامحسین فرهوش
- جواد میرمیران
- رضا عارفان